# Áno Soúrmena
Áno Soúrmena är en ort i Grekland.   Den ligger i prefekturen Nomós Kilkís och regionen Mellersta Makedonien, i den norra delen av landet, 400 km norr om huvudstaden Aten. Áno Soúrmena ligger 201 meter över havet och antalet invånare är 254.
Terrängen runt Áno Soúrmena är varierad.Runt Áno Soúrmena är det ganska glesbefolkat, med 22 invånare per kvadratkilometer. Närmaste större samhälle är Agía Paraskeví, 1,3 km öster om Áno Soúrmena. Trakten runt Áno Soúrmena består till största delen av jordbruksmark.